# Rövidcsőrű varjú
A rövidcsőrű varjú (Corvus brachyrhynchos) a madarak osztályába, a verébalakúak rendjébe és a varjúfélék családjába tartozó faj.

## Rendszerezése
A fajt Christian Ludwig Brehm német lelkipásztor és ornitológus írta le 1822-ban.

## Alfajai
- Corvus brachyrhynchos brachyrhynchos C. L. Brehm, 1822
- Corvus brachyrhynchos hargravei A. R. Phillips, 1942
- Corvus brachyrhynchos hesperis Ridgway, 1887
- Corvus brachyrhynchos pascuus Coues, 1899

## Előfordulás
Kanada, az Amerikai Egyesült Államok, Mexikó és Saint-Pierre és Miquelon területén honos. Természetes élőhelyei a szubtrópusi vagy trópusi síkvidéki esőerdők, gyepek és cserjések, valamint legelők és másodlagos erdők. Vonuló faj.

## Megjelenés
Testhossza 53 centiméter, szárnyfesztávolsága 85-100 centiméter, testtömege 315-620 gramm.

## Életmódja
Ez a nagy testű, fekete madár igen változatosan táplálkozik: rovarok, pókok és békák mellett más madarakat és tojásokat is fogyaszt, de a hulladékot sem veti meg.

## Szaporodása
Kisebb-nagyobb ágakból álló fészkét fákra, bokrokra rakja. A tojó 3-6 tojást rak.

## Természetvédelmi helyzete
Az elterjedési területe rendkívül nagy, egyedszám pedig növekszik. A Természetvédelmi Világszövetség Vörös listáján nem fenyegetett fajként szerepel.